# روبرت فرانكلين غيتس
روبرت فرانكلين غيتس (بالإنجليزية: Robert Franklin Gates)‏ هو رسام أمريكي، ولد في 1906 في ديترويت في الولايات المتحدة، وتوفي في 1982 في الإسكندرية في الولايات المتحدة.